# Kópavogur
Kópavogur – miasto w południowo-zachodniej Islandii, położone nad zatoką Skerjafjörður (część Zatoki Faxa). Tworzy gminę Kópavogsbær, wchodzącą w skład Regionu Stołecznego. Sąsiaduje od północy z Rejkiawikiem, a od południa z Garðabær. Zalicza się je do obszaru miejskiego Wielkiego Reykjavíku. Na początku 2018 roku zamieszkiwało je blisko 36 tys. osób - stanowi drugą co do wielkości miejscowość na wyspie.  
Kópavogur znaczy po islandzku „zatoka młodych fok”, stąd foczka w dolnej części herbu. 
W centralnej dzielnicy Smárahverfi znajduje się wieżowiec Smáratorg 3 (najwyższy budynek Islandii) oraz największe islandzkie centrum handlowe – Smáralind. 
Z miasta pochodzi piosenkarka Emilíana Torrini.

## Zabytki
Najważniejszym zabytkiem miasta jest kościół Kópavogskirkja na wzgórzu Borgarhóll w zachodniej części miasta, którego dominująca sylwetka stała się symbolem miasta i jej wizerunek znajduje się w górnej części herbu. 

## Historia
Kópavogur było miejscem podpisania w 1662 roku aktu zależności Islandii od Danii i Norwegii przez biskupa Brynjólfur Sveinsson i prawnika Árni Oddsson.

## Sport
W mieście swoją siedzibę mają kluby piłkarskie: Breiðablik (jeden z najbardziej utytułowanych zespołów w kraju), Handknattleiksfélag Kópavogs oraz Knattspyrnufelag Kopavogs (w sezonie 2022/2023 występujący w 5. lidze).

## Miasta partnerskie
- Tasiilaq, Grenlandia
- Klaksvík, Wyspy Owcze
- Maarianhamina, Wyspy Alandzkie
- Norrköping, Szwecja
- Odense, Dania
- Tampere, Finlandia
- Trondheim, Norwegia